# Teresa Zielewicz
Teresa Zielewicz, primo voto Lottspeich, secundo voto Neukom (ur. 25 lutego 1950 w Szamotułach, zm. 20 czerwca 2011 w Wiedniu) – polska piłkarka ręczna, reprezentantka Polski i Austrii. Olimpijka z Los Angeles (1984).

## Kariera sportowa

### Kariera klubowa
W Polsce reprezentowała barwy Skry Warszawa (1973-1978) i AZS Warszawa. W 1973 i 1974 została najlepszym strzelcem ligi, w 1975 była w tej klasyfikacji druga, w 1976 trzecia. Od 1980 do 1985 występowała w austriackim HypoBank Südstadt, zdobywając pięć tytułów mistrzyni Austrii z rzędu.

### Kariera reprezentacyjna
W reprezentacji Polski debiutowała 26 lutego 1970 w towarzyskim spotkaniu z Norwegią. Wystąpiła na mistrzostwach świata w 1973 (5 miejsce) i 1975 (7 miejsce). Po raz ostatni w biało-czerwonych barwach zagrała 19 czerwca 1977 w towarzyskim spotkaniu z Węgrami. Łącznie w reprezentacji Polski wystąpiła 63 razy, zdobywając 170 bramek. W latach 80. występowała w reprezentacji Austrii, m.in. na mistrzostwach świata grupy „B” w 1983 (8 miejsce) oraz na Igrzyskach Olimpijskich w Los Angeles w 1984 (6 miejsce).